# Йосиас II (Валдек-Бергхайм)
Йосиас II Вилхелм Леополд фон Валдек-Бергхайм (на немски: Josias II Wilhelm Leopold von Waldeck-Bergheim; * 16 октомври 1733 в Бергхайм в Едертал; † 4 юни 1788 в Бергхайм) е граф на Валдек-Бергхайм. През Седемгодишната война той е полковник на валдекския батальон на страната на Прусия.
Той е четвъртият син на граф Йосиас I фон Валдек-Бергхайм (1696 – 1763) и съпругата му графиня Доротея фон Золмс-Рьоделхайм-Асенхайм (1698 – 1774). Внук е на граф Христиан Лудвиг фон Валдек-Вилдунген (1635 – 1706) и втората му съпруга графиня Йоханета фон Насау-Идщайн-Саарбрюкен (1657 – 1733). Брат е на Георг Фридрих Лудвиг Белгикус (1732 – 1771), който през 1763 г. наследява баща им.
Йосиас II получава от баща си дворец Бергхайм и трите села Бергхайм, Мелен и Кьонигсхаген като парагиум и основава линията Валдек-Бергхайм. През 1771 г. Йосиас II наследява брат си Георг, който умира без мъжки наследник.
През 1774/1775 г. Йосиас II наследява чрез майка си около три четвърти от господството Лимпург-Гайлдорф-Золмс-Асенхайм. Неговите потомци продължават линията Валдек-Бергхайм до 27 септември 1938 г., когато граф Херман фон Валдек и Пирмонт в Бергхайм, умира без мъжки наследник.
След смъртта на Йосиас II през 1788 г. управлението поема син му Йосиас III. По-малките му деца Карл, Каролина и Георг Фридрих Карл стават заедно собственици на Лимпург-Гайдорф-Золмс-Асенхайм, първо под опекунството на майка им Христина.

## Фамилия
Йосиас II се жени на 5 март 1772 г. в Бюдинген за графиня Христина Вилхелмина фон Изенбург-Бюдинген-Бюдинген (* 24 юни 1756 в Копенхаген; † 13 ноември 1826 в Бергхайм), дъщеря на граф Густав Фридрих фон Изенбург-Бюдинген-Бюдинген и първата му съпруга Доротея Бенедикта фон Ревентлов. Те имат седем деца:
- Йосиас III Вилхелм Карл (1754 – 1829), граф на Валдек-Бергхайм, женен на 10 януари 1802 г. във Вертхайм за принцеса Вилхелмина фон Льовенщайн-Вертхайм-Фройденберг (1774 – 1817)
- Лудвиг (1775 – 1778)
- Густав (1776 – 1781)
- Карл (1778 – 1849), граф на Валдек и Пирмонт в Бергхайм, женен на 25 април 1819 г. в Шварцерхопф за графиня Каролина Шилинг фон Канщат (1798 – 1866)
- Христиан (1781 – 1781)
- Георг Фридрих Карл (1785 – 1826), граф на Валдек-Лимпург, женен на 17 юли 1809 г. за графиня Амалия Виртс фон Валдек-Гайлдорф (1785 – 1852)
- Каролина (1782 – 1820), омъжена на 5 октомври 1807 г. в Бергхайм за Георг фон Щукрад (1783 – 1876)